# Velike hereze
Velike hereze (eng. The Great Heresies), vjerojatno je najbolja knjiga najpoznatijeg i najutjecajnijeg katoličkog povjesničara u posljednjih dvjesta godina, Hilairea Belloca (1870. – 1953.). Napisao ju je 1938. godine.

## Sadržaj
Autor u njoj, na temelju svoga golemog povijesnog znanja, na jednostavan način opisuje ne samo značenje pet najvećih hereza i njihov utjecaj na Katoličku Crkvu nego i njihove posljedice za cijeli svijet. Tih pet hereza jesu arijanizam, muhamedanstvo (islam), katarski pokret, protestantizam i ono što autor u nedostatku boljeg imena naziva "modernim napadom".
I predviđa da su u tim međusobno različitim i najvećim herezama sadržani svi mogući napadi na Katoličku Crkvu. Temeljito razrađuje utjecaj svake od tih hereza na katoličko pravovjerje i pokazuje koliko bi svijet bio drukčiji da su arijanizam ili katarski pokret opstali, da ih Crkva nije uništila, te koliko svijet jest drukčiji zato što protestantizam jest opstao iako je danas, kaže autor, "doktrinarno mrtav".
Godine 1938., kada je pisao ovu knjigu, predvidio je, na temelju dva čvrsta povijesna razloga, ponovno snaženje islama, što se u naše vrijeme i ostvaruje. Ali, kao najvažnije, autor analizira "moderni napad" (koji bi svim srcem želio nazvati "Antikristom") i pokazuje da ta hereza, iako joj nitko ne nadjeva nikakvo ime, jest najveća opasnost po Katoličku Crkvu zato što vodi bitku do smrti, bitku u kojoj su neprijatelji Boga i Njegove Svete Vjere nakanili uništiti svako područje Katoličke Crkve i svaki njezin utjecaj na sva područja čovjekova života.